# 哈麗埃特·薩瑟蘭-琉森-高爾
哈麗埃特·薩瑟蘭-琉森-高爾（Harriet Sutherland-Leveson-Gower，1806年5月21日—1868年10月27日），婚前被尊称为哈丽特·霍华德阁下，曾在辉格党几届政府中担任过女法官：1837-1841年、1846-1852年、1853-1858年和1859-1861年;也是维多利亚女王的好朋友。她是伦敦上流社会的重要人物，并利用她的社会地位从事各种慈善事业，包括英国妇女反对美国奴隶制的抗议。

## 家庭与早期生活
哈里特是第六任卡莱尔伯爵乔治·霍华德和他的妻子乔治亚娜·卡文迪什夫人的第三个女儿，乔治亚娜是德文郡公爵夫人乔治亚娜·卡文迪什的女儿。 

## 婚姻
1823年5月18日，她嫁给了她的堂兄乔治·萨瑟兰-莱韦森-高尔伯爵(1786-1861)， 1808年，他被选为康沃尔郡（一个腐败的自治市镇）圣艾夫斯的国会议员，并于1833年继承他父亲的王位，成为萨瑟兰公爵。高尔比她大二十岁，但他们的结合证明是恩爱的结合，生了四个儿子和七个女儿。  
萨瑟兰公爵夫人拥有很高的社会影响力，这得益于她与维多利亚女王的友谊以及她家族的巨额财富。在公爵夫人的影响下，斯塔福德宫的圣詹姆斯宫成为了一个重要的社会中心 ，也是各种慈善事业的起点。公爵夫人帮助组织了反对奴隶制的“斯塔福德众议院演讲”请愿书，美国前第一夫人朱丽娅·加德纳·泰勒为此写了一篇名为“英国妇女对美国妇女”的辩护书。 作为对“英国妇女vs.美国妇女”的回应，前奴隶哈丽特·雅各布斯给《纽约论坛报》写了一封信，这是她第一次发表文章;它出版于1853年，署名为“逃亡者”。  
公爵夫人对奴隶制的立场受到了卡尔·马克思的严厉批评，因为她的婆婆，即前公爵夫人，与30年前清除萨瑟兰居民密切相关，这样她就可以重新利用794,000英亩(3200平方公里)的土地用于商业养羊的土地。 

## 锦衣女侍
维多利亚女王即位后，公爵夫人被任命为女侍，直到她丈夫去世(1837年8月至1841年9月，1846年7月至1852年3月，1853年1月至1858年2月，1859年6月至1861年4月)，每当辉格党执政时，她都担任这一职务。在这个职位上，她主持了1838年维多利亚女王的加冕典礼。 由于女王拒绝与公爵夫人和她的其他女士分开，1839年发生了卧房危机，导致辉格党重新执政。维多利亚对公爵夫人的性格作了同情的描述， 阿尔伯特亲王去世后，王储配偶在她守寡的最初几周里，公爵夫人是她唯一的伴侣。 
1861年，第1萨瑟兰志愿步枪兵团的第4罗加特连成立。这家公司在带袋的盘子上刻着“哈里特公爵夫人的罗加特公司”的字样。 
公爵夫人最后一次公开露面是在1863年威尔士亲王的婚礼上。那一年，她患了一场病，一直没有康复。然而，1864年4月加里波第访问英国时，她在斯塔福德郡的奇斯威克宅邸和特伦瑟姆招待了加里波第，她非常钦佩加里波第。在她伦敦的住所斯塔福德宅邸去世，享年62岁。她被埋葬在特伦瑟姆的萨瑟兰公爵的陵墓里。威廉·格莱斯顿是她葬礼上的抬棺人之一. 公爵夫人的信件，其中一些由她的儿子罗纳德·高尔勋爵发表在《斯塔福德家书》上, 第四至第六部分, 这证明她性格温柔，还有点幽默感。她对建筑和园艺也很感兴趣。

## 问题
1823年5月18日，哈里特嫁给了乔治·萨瑟兰-莱韦森-高尔伯爵，他是斯塔福德二世侯爵的长子，比她大20岁。她的公公在1833年被封为萨瑟兰公爵，同年晚些时候，他的儿子继承了王位，于是哈里特成为了萨瑟兰公爵夫人。
他们有十一个孩子：
- 伊丽莎白·乔治亚娜夫人（1824 年 5 月 30 日[15] – 1878 年 5 月 25 日），嫁给了阿盖尔第八代公爵乔治·道格拉斯·坎贝尔[11] ，并有后代。
- 伊芙琳夫人（1825 年 8 月 8 日[15] – 1869），嫁给查尔斯·斯图尔特，第 12 代布兰太尔勋爵[11]
- 卡罗琳·莱维森-高尔夫人（1827 年 4 月 15 日[15] – 1887），与第四代伦斯特公爵查尔斯·菲茨杰拉德[11]结婚，并有后代。
- 乔治·格兰维尔·威廉勋爵（Lord George Granville William ，1828 年 12 月 19 日[15] – 1892 年 9 月 22 日），继任第三代公爵。 [11]
- 布兰奇·朱莉娅·萨瑟兰-莱维森-高尔夫人（1830 年 6 月 26 日 – 1832 年 2 月 24 日） [15]
- 弗雷德里克·乔治勋爵（1832 年 11 月 11 日 – 1854 年 10 月 6 日）
- 康斯坦斯·格特鲁德夫人（1834 年 6 月 16 日 – 1880 年），与第一代威斯敏斯特公爵休·格罗夫纳[11]结婚，并有后代。
- 维多利亚·萨瑟兰-莱维森-高尔夫人（1838 年 5 月 16 日 – 1839 年 6 月 19 日）
- 阿尔伯特勋爵（1843 年 11 月 21 日 – 1874 年）与第一任男爵托马斯·内维尔·阿卜迪爵士的女儿格蕾丝·阿卜迪结婚，并有后代，包括弗雷德里克·内维尔·萨瑟兰·莱维森-高尔。
- 罗纳德·查尔斯·萨瑟兰-莱维森-高尔勋爵（1845 年 8 月 2 日 - 1916 年 3 月 9 日）未婚去世。
- 亚历山德里娜·萨瑟兰-莱维森-高尔夫人（1848 年 2 月 3 日 – 1849 年 6 月 21 日）

1871 年，当她的女婿阿盖尔公爵在内阁任职时，他的儿子（哈里特的孙子）洛恩勋爵与维多利亚的女儿之一路易丝公主结婚。哈里特的长子于 1861 年成为第三代萨瑟兰公爵。

## 影视形象
哈丽特由瑞秋·斯特林在2009年的电影《年轻的维多利亚》中扮演。玛格丽特·克鲁妮在2016年的ITV电视剧《维多利亚》中扮演了她，尽管她被错误地描述为与萨克森-科堡和哥达的欧内斯特王子(后来的萨克森-科堡和哥达公爵)进行了一段不可能的浪漫，他当时也被错误地描述为未婚。